# Юссерен-ле-Шато
Юссерен-ле-Шато́ (фр. Husseren-les-Châteaux) — коммуна на северо-востоке Франции в регионе Гранд-Эст (бывший Эльзас — Шампань — Арденны — Лотарингия), департамент Верхний Рейн, округ Кольмар — Рибовилле, кантон Вендзенем. До марта 2015 года коммуна в составе кантона Вендзенем административно входила в округ Кольмар.
Площадь коммуны — 1,2 км², население — 488 человек (2006) с тенденцией к стабилизации: 490 человек (2012), плотность населения — 408,3 чел/км².

## Население
Численность населения коммуны в 2011 году составляла 483 человека, а в 2012 году — 490 человек.
| 1962 | 1968 | 1975 | 1982 | 1990 | 1999 | 2006 | 2011 | 2012 |
| ---- | ---- | ---- | ---- | ---- | ---- | ---- | ---- | ---- |
| 357  | 333  | 367  | 362  | 377  | 397  | 488  | 483  | 490  |

Динамика населения:

## Экономика
В 2010 году из 302 человек трудоспособного возраста (от 15 до 64 лет) 243 были экономически активными, 59 — неактивными (показатель активности 80,5 %, в 1999 году — 72,8 %). Из 243 активных трудоспособных жителей работал 231 человек (122 мужчины и 109 женщин), 12 числились безработными (5 мужчин и 7 женщин). Среди 59 трудоспособных неактивных граждан 22 были учениками либо студентами, 24 — пенсионерами, а ещё 13 — были неактивны в силу других причин.
На протяжении 2011 года в коммуне числилось 195 облагаемых налогом домохозяйств, в которых проживало 477,5 человек. При этом медиана доходов составила 25798 евро на одного налогоплательщика.

## Достопримечательности (фотогалерея)

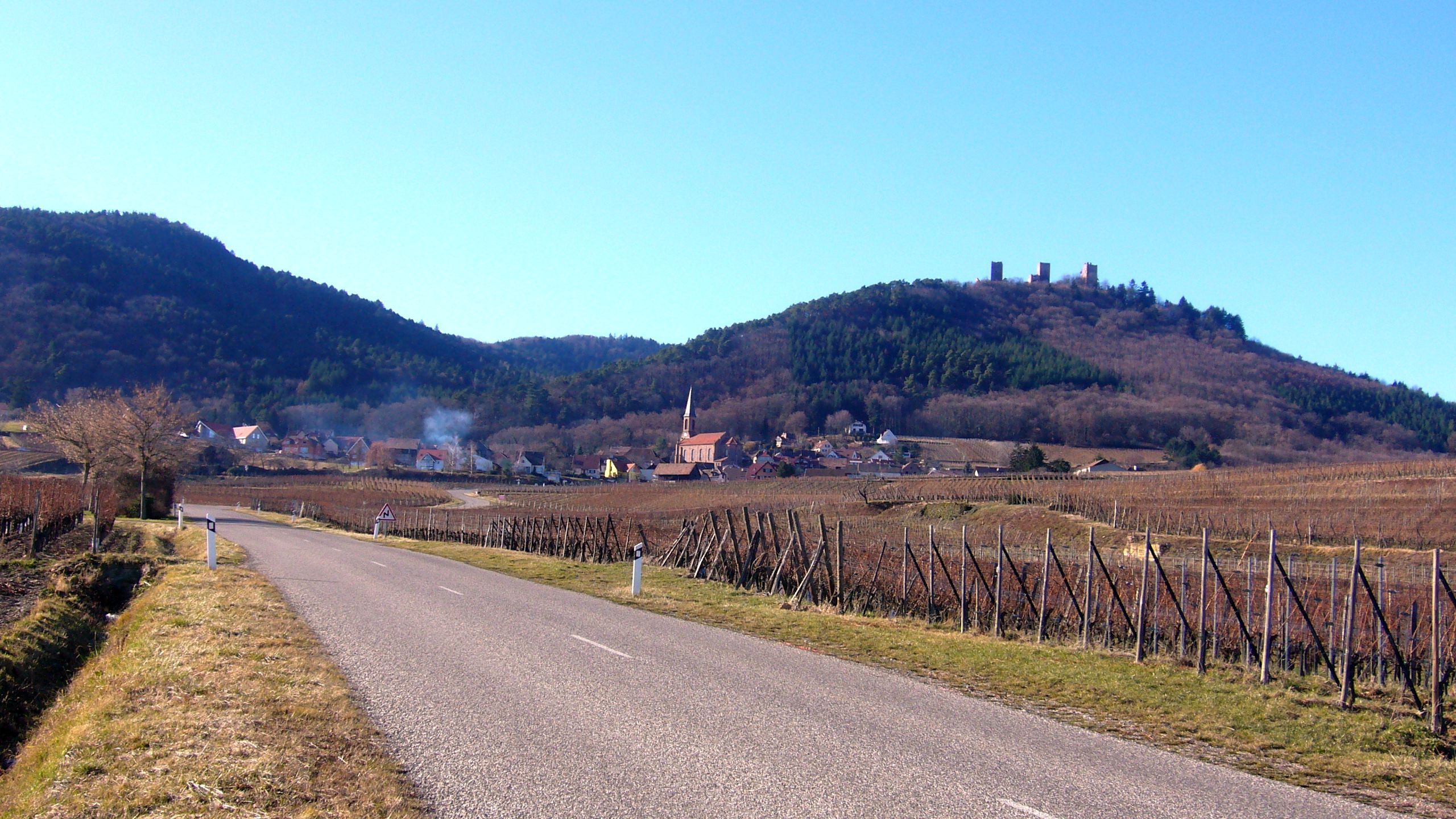
Вид на коммуну
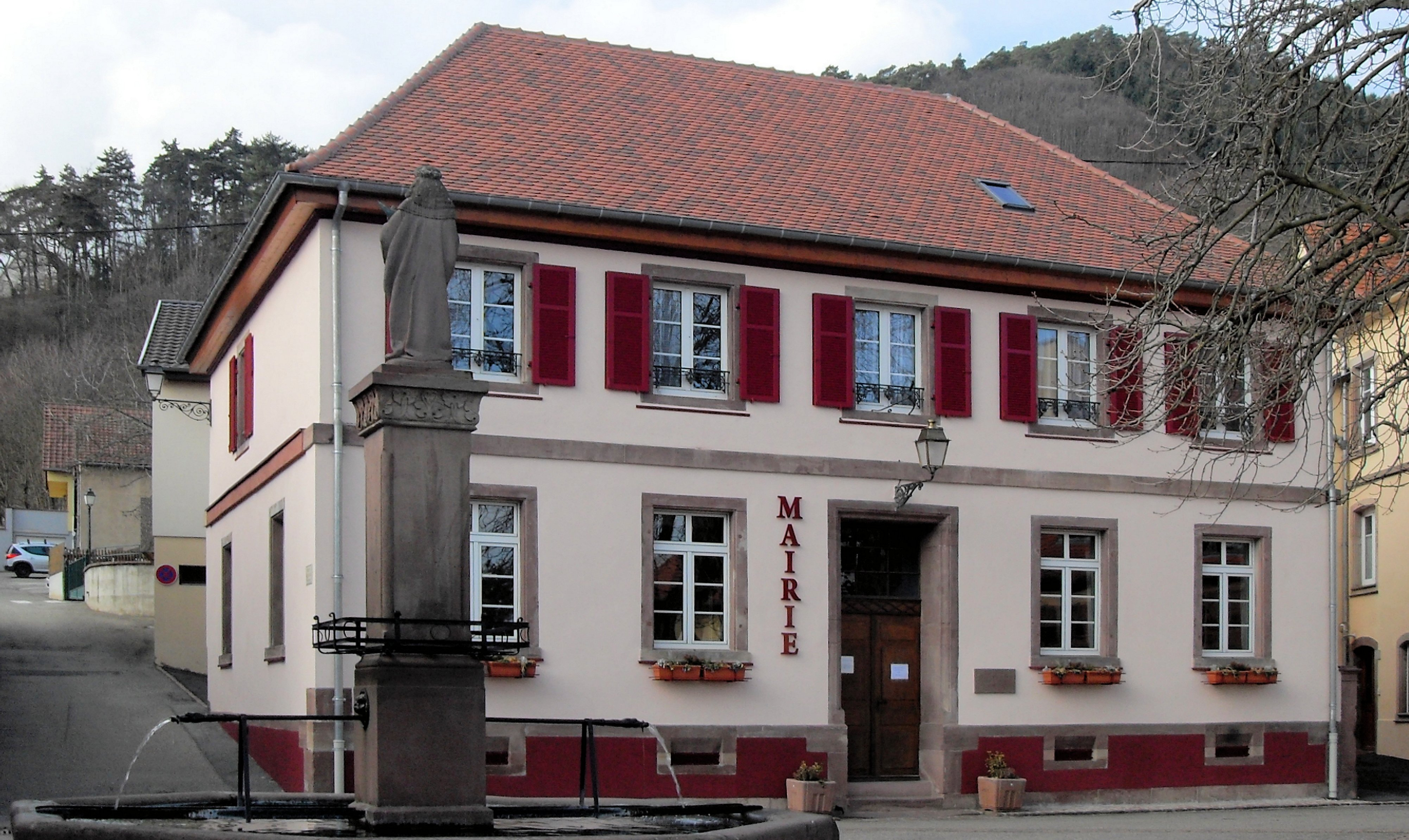
Здание мэрии
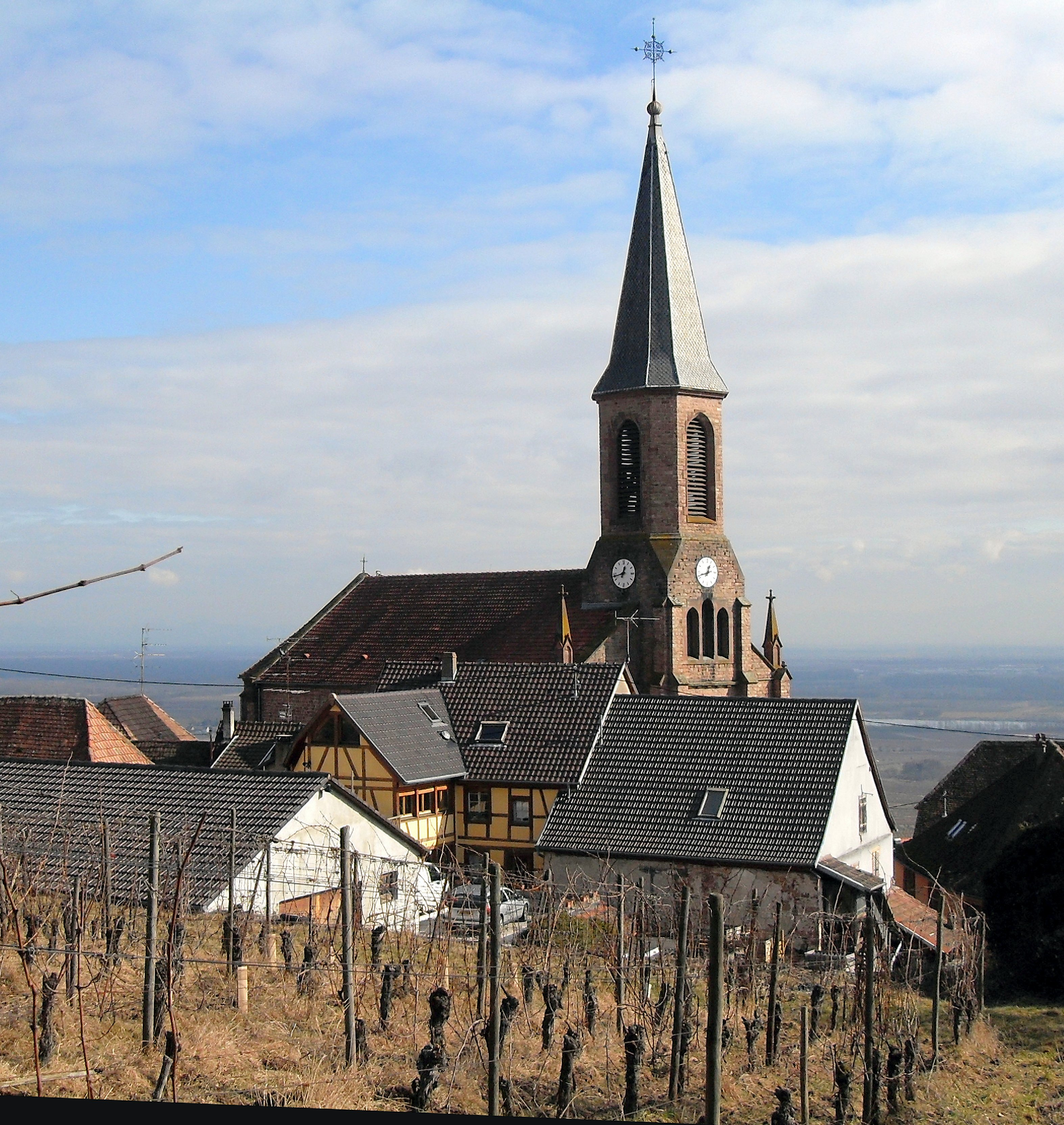
Церковь